# Ronald Rivest
Ronald Lorin Rivest (n. 6 mai 1947, Schenectady, New York, SUA) este un criptograf american, profesor de informatică la MIT, în cadrul Departamentului de Inginerie Electrică și Informatică. Este cunoscut datorită muncii sale, împreună cu colegii Leonard Adleman și Adi Shamir în domeniul criptografiei cu chei publice și în mod deosebit pentru inventarea algoritmului RSA, pentru care a primit în 2002 premiul Turing de la ACM. Rivest a inventat și algoritmii de criptare cu cheie secretă RC2, RC4, RC5 și a colaborat la crearea RC6. Inițialele RC înseamnă Cifrul Rivest (în engleză Rivest Cipher). De asemenea, a inventat funcțiile hash criptografice MD2, MD4 și MD5.